# 334
Năm 334 là một năm trong lịch Julius.